# 사무라이 쇼다운
《사무라이 쇼다운》(Samurai Shodown)은 SNK가 제작한 대전형 격투 게임 시리즈이다. 에도 시대 덴메이부터 간세이 시기를 무대로 이야기가 전개되며, 당시 이전 격투 게임들과는 차별화되는 무기를 이용한 대전을 시도한 점에서 주목받았다. 일본에서는 《사무라이 스피리츠》(Samurai Spirits, サムライスピリッツ)라는 원제로 출시됐으며, 공식적으로는 가타가나로 적으나 한자로 '侍魂'(사무라이 영혼)라고 별도 표기도 한다.
1993년 자사의 아케이드 플랫폼 네오지오로 《사무라이 쇼다운》이 출시된 후, 6개의 주요 작품 및 다수의 외전으로 시리즈가 구성돼있다.

## 소개
〈스트리트 파이터〉 시리즈처럼 연속기로 상대 체력 게이지 절반 이상을 뺏을 수는 없게 했으며, 대신 무기를 이용한 한 발 한 발의 위력이 강력하며 일발 역전 및 타이밍 싸움으로 승리를 얻어내는 시스템이다. 특히 '강베기'의 위력이 막강한데, 몇 발만 명중시켜도 상대를 쓰러뜨릴 수 있을 정도이다. 또한 '패배 = 사망'이라는 요소를 도입하여 무거움을 더했다. 그러나 시리즈가 거듭되면서 반드시 패배한 캐릭터가 죽는 것이 아니고, 〈천하제일검객전〉 등은 승부 후 대화를 주고받는 등 잔인함이 다소 완화된 표현이 구사되기도 한다.
뛰어난 게임성과 매력 있는 캐릭터들, 독특한 세계관 등으로 인기를 구가했다. SNK의 황금 시대를 이룩하는 데 큰 역할을 한 게임이며 1993년 첫 작품 발표 후 꾸준히 시리즈물이 등장했다. 일본 이외 지역에서는 〈사무라이 쇼다운〉(SAMURAI SHODOWN)이라는 이름으로 알려져 있다.
1994년 9월에는 〈사무라이 스피리츠 ~파천강마의 장~〉 타이틀로 후지 TV 계열에서 텔레비전 스페셜 애니메이션으로 방송되었다.
이외에도 외전격으로 나코루루를 주인공으로 그린, 사무라이 스피리츠 2의 애니메이션 판 〈사무라이 스피리츠 2 아수라 참마전〉과, 나코루루를 히로인으로 등장시킨 어드벤처 게임 〈나코루루 ~그 사람으로부터의 선물~〉(전, 후편 예정이었으나 전편만 나와 있다)이 있다.

## 시리즈

### 사무라이 쇼다운 (1993)
사무라이 쇼다운 시리즈의 첫 작품. 슈퍼 패미컴, 메가 드라이브, 게임 기어, FM TOWNS, 3DO, 플레이 스테이션에도 이식되었다(플레이 스테이션 판은 〈검객지남 팩〉 타이틀로 〈진 사무라이 스피리츠〉와 합본으로 발매되었다).
주인공은 하오마루. 라이벌은 다치바나 우쿄, 보스 캐릭터는 아마쿠사 시로 도키사다.
오프닝 시작 장면의 사무라이 사이에 있는 꽃힌 검은 하오마루(覇王丸)의 후쿠도쿠이다.
이 작품과 속편 〈진 사무라이 스피리츠〉의 조작계는 스트리트 파이터 시리즈 풍의 6버튼 계열이었다. 다만 네오 지오는 하드웨어상 4버튼만을 지원했기 때문에 A, B 버튼 동시 누르기로 강베기, C와 D 버튼 동시 누르기로 강차기를 발동하도록 만들었다.
단순히 부상을 입어 쓰러진다는 스트리트 파이터의 패배 개념과는 달리, 패배한 자는 몸에서 피가 분수처럼 솟구치거나, 동체가 절단되는 등의 잔악한 연출과 함께, 명백하게 '죽는다'라는 연출이 나온다.
본작의 게임보이 버전인 〈열투 사무라이 스피리츠〉(다카라 발매)에서는 본래 플레이어 캐릭터가 아닌 구로코와 비각도 사용할 수 있다. 비각은 전후 시리즈물 중 이 작품에서만 등장. 구로코는 차기작 진 사무라이 스피리츠에서 정식으로 참전하나, 게임보이 버전의 필살기는 차기작과 다른 오리지널.
캡콤이 X-MEN을 발매하기 전까지는 필살기 캔슬이 걸리는 통상기가 가장 많은 격투게임이었다. 캔슬 필살기는 대전 전략의 기본이었다. 다만 2탄 이후 캔슬이 가능한 통상기가 큰 폭으로 감소하여, 캔슬 요소가 계속 계승된 X-MEN 시리즈와는 대조적인 발전을 이루었다.

### 사무라이 쇼다운 II (1994)
일본에서는 줄여서 '진'으로 부른다. 첫 작품 사무라이 스피리츠 발매 후 인기를 얻어 일찍이 속편 제작이 발표되었고, 타이틀도 〈진 사무라이 스피리츠 하오마루의 지옥도〉로 팬들 사이에 널리 알려졌다.
무기 파괴 기술 등 새로운 요소들을 많이 도입했다.
주인공은 전작과 같은 하오마루. 보스는 라쇼진 미즈키. 신캐릭터 기바가미 겐주로가 등장, 다치바나 우쿄는 라이벌 역할에서 밀려났다. 게임의 히로인 격인 나코루루의 비극적 에필로그도 화제를 불러왔다.
오프닝 시작 장면의 사무라이 사이에 있는 꽃힌 검은 전작과 똑같이 하오마루(覇王丸)의 후쿠도쿠이다.
왕후의 무기는 왕검에서 바위로 바뀌었다.
전작부터 배경에서 판정을 내리는 역할을 맡았던 구로코가 숨겨진 캐릭터로 참전. 등장 데모, 필살기, 도발 등의 액션이 다른 캐릭터(사무라이 스피리츠 이외의 SNK 작품 포함)들을 패러디한 것이다. 성능은 매우 우수하여 빈틈이 없으며 덩치가 작아 플레이어의 공격도 잘 맞지 않아, CPU로 등장하였을 때의 그 강함은 최종 보스를 웃돌았다.
동체 절단 연출은 전작에 비해 자극도가 낮아졌다.

### 사무라이 쇼다운 III (1995)
발차기 공격을 레버와 d 버튼의 조합으로 바꾸고 a b c 버튼을 각각 약,중,강 베기에 할당하였다. 무기 파괴 기술은 무기 떨어뜨리기로 변경하는 등 이전의 2개 작품과는 많이 달라진 모습을 보였다. 대신 캐릭터마다 수라, 나찰의 두 스타일을 선택할 수 있었다. 또한 상대에게 맞아야만 분노 게이지가 올라가던 이전 작품들과는 달리 스스로 분노 게이지를 충전할 수 있었다.
거의 모든 공격을 막을 수 있는 공중 가드, 던지기도 회피할 수 있는 회피, 무한 콤보 등의 요소도 있다. 밸런스가 나빠진 것 같지만 대부분의 캐릭터가 매우 강력하기 때문에 역으로 밸런스가 유지되는 결과를 가져왔다.
주인공은 히사메 시즈마루이지만 캐릭터 선택 화면의 초기 커서 위치는 하오마루이다(2 플레이어의 초기 커서는 시즈마루에 맞춰져 있음). 보스 캐릭터는 미나즈키 잔쿠로.
이번작의 오프닝 시작 장면의 사무라이 사이에 있는 꽃힌 검은 잔쿠로(斬紅郞)의 홍강원옥환(紅鋼怨獄丸)이다.
이번에도 구로코가 등장하나, 모든 배경에서 심판 역할을 했던 이전 두 작품과는 달리 플레이어 캐릭터로 둔갑하는 상대역으로만 등장한다. 내레이션은 여전히 구로코의 목소리라는 설정임.
보스 캐릭터 잔쿠로와의 싸움에서는 한 번 쓰러뜨린 뒤 잔쿠로가 일어나고 진정한 결투가 시작된다. 여기에 이기면 게임을 클리어할 수 있다. 최종전은 '체력이 잔쿠로보다 많아도 타임 아웃시 게임 끝'이라는 설정이다.
등장 캐릭터 중 나코루루와 리무루루는 동체 절단 연출이 일어나지 않는다.
한국판에는 가후인 가이라가 '김웅재'라는 이름으로 로컬라이징되었다. 플레이 스테이션 2버전 〈사무라이 스피리츠 천하제일검객전〉에서는 숨겨진 캐릭터로 등장한다.
다카라가 발매한 게임 보이버전 〈열투 사무라이 스피리츠 잔쿠로 무쌍검〉에는 다음 작품에서 복귀하는 야규 주베에가 숨겨진 캐릭터로 등장한다.
만화 《바람의 검심》 작가 와쓰키 노부히로(이후 〈사무라이 스피리츠 제로〉 메인 캐릭터 디자인에 참여)는 단행본 8권에서 이 작품에 대해 언급하였다.

### 사무라이 쇼다운 IV (1996)
기본적으로 전작의 시스템을 답습하고 있으나 공중 막기나 분노 게이지 자력충전 등이 없어졌다. 대신 연속베기라는 콤보 시스템이 추가.
스토리 시점은 잔쿠로 무쌍검과 진 사무라이 스피리츠의 중간이다. CPU 대전은 시간 제한이 있기 때문에 제한 시간 내에 6명 상대를 쓰러뜨리지 않으면 배드 엔딩이 나온다. 6명을 쓰러뜨리면 사악한 아마쿠사 > 미나즈키 잔쿠로 > 라이벌 캐릭터의 셋과 싸우며 모두 쓰러뜨릴 경우 굿 엔딩을 볼 수 있다.
스토리는 가자마 형제(가자마 가즈키, 가자마 소게츠) 중심으로 진행되며 이 중 동생 역할인 가즈키가 이 작품의 주인공이다. 그러나 플레이어 선택 화면에서 초기 커서는 하오마루(2플레이어 경우도 마찬가지임)에 맞춰져 있다.
잔쿠로 무쌍검에 이어 나코루루와 리무루루는 동체 절단 연출 대상이 아니다. 단말오의 조건을 채워도 잔악하게 죽는 연출은 당하지 않는다.
플레이 스테이션판 〈사무라이 스피리츠 아마쿠사 강림 스페셜〉에는 참참을 고를 수 있다(대전 모드에서만 가능). 미나즈키 잔쿠로도 대전 모드에서 사용 가능하다.
캐릭터 일러스트는 시로이 에이지가 맡았다.

### 진설 사무라이 스피리츠 무사도열전 (1997)
가정용 게임기 네오 지오 CD, 세가 새턴, 플레이 스테이션으로 발매된 RPG 게임이다.
일본을 무대로 한 '아마쿠사 강림의 장'(사무라이 스피리츠 1탄에 기반하고 있다)과 전 세계를 무대로 하는 '요화 통곡의 장'(진 사무라이 스피리츠 하오마루 지옥변에 기반하고 있다)으로 나뉘어 있다. 애초 이 2개 시나리오 이외에도 에도를 무대로 한 '마도봉멸의 장' 합계 세 개 시나리오 중 하드웨어별로 2개씩 묶어 발매할 예정이었으나, 최종적으로 모든 하드웨어에 아마쿠사와 요화의 장만 수록되었다. 주인공으로 선택할 수 있는 인물은 하오마루, 기바가미 겐주로, 나코루루, 갈포드, 다치바나 우쿄, 참참 여섯 명. 덧붙여 겐주로는 아마쿠사 강림의 장에서는 파티를 짤 수 없다(요화 통곡의 장에서는 '질풍의 레온'과 2인 파티를 짤 수 있음).
게임성은 괜찮은 수준이나 로딩 시간이 비정상적으로 길다는 비판이 있었다. 하드웨어에 따라 다르나 적과 만났을 경우 1분은 기다려야 했다.
네오 지오 CD버전에는 히사메 시즈마루의 숨겨진 시나리오(이 시나리오에는 용호의 권과 더 킹 오브 파이터스 캐릭터가 단역으로 등장한다)가, 플레이 스테이션 버전에는 각 서브 캐릭터의 짧은 이야기가, 세가 새턴 버전에는 구로코의 질문 코너가 보너스로 수록되어 있다.
캐릭터 일러스트는 만화가 시로-오노가 담당했다. 엔딩 테마 〈천공(하늘)에〉는 KEN(니시키오리 겐)이 불렀다.

### 사무라이 쇼다운 64 (1997)
SNK가 자체 개발한 하이퍼 네오 지오 64 전용으로 제작되었다. 2D 그래픽을 3D 다각형으로 바꾸었다. 시스템은 〈사무라이 쇼다운 IV〉을 계승한 형태이다. 또, 3D 게임다운 스테이지 간 이동 연출 등의 효과를 삽입하였다.
주인공은 다시금 하오마루. 보스 캐릭터는 괴제 유가.
캐릭터 일러스트는 키타센리가 담당.

### 사무라이 쇼다운 64: 무사의 분노 (1998)
전작과 마찬가지로 하이퍼 네오 지오 64 전용으로 제작되었다. 전작과 같이 3D 격투 게임이다. 전작보다 2D 시절 시스템으로 복귀하였다.
주인공은 아수라. 1플레이어 초기 커서도 그에게 맞춰져 있다. 보스 캐릭터는 전작과 마찬가지로 괴제 유가.
전작까지의 수라, 나찰 구별은 캐릭터 색 정도였지만(나코루루처럼 예외인 경우도 있다), 아수라의 나찰 버전은 '반면의 아수라'라는 이름으로 수라, 나찰의 성격이 확실히 구별되었고 캐릭터 디자인도 달라졌다. 가자마 형제도 동생 가즈키의 나찰 버전은 '염사 가즈키', 형 소게츠 나찰 버전은 '수사 소게츠'로, 일러스트가 다른 독립적 캐릭터로 그려지고 있다. 이외에 일러스트가 다른 캐릭터로 하오마루, 리무루루, 핫토리 한조, 갈포드가 있다.

### 사무라이 쇼다운! (1998)
네오 지오 포켓용으로 발매. 디포르메 캐릭터로 디자인들을 변경했다. 네오 지오 포켓 칼라 발매 전의 작품이기 때문에 흑백 화상만을 제공한다.
기본은 〈아마쿠사 강림〉이지만, 타임 어택(시간 제한) 요소는 없다. 또 등장 캐릭터도 샤를로트와 센료 교시로, 탐탐, 목베기 바사라, 가후인 가이라가 용량 때문에 삭제되었고, 대신 시키가 숨겨진 캐릭터로 등장한다.

### 사무라이 쇼다운: 무사의 분노 (1999)
아케이드 작품은 아니고 플레이 스테이션으로 발매된 3D 격투 게임.
스토리는 《사무라이 쇼다운 64: 무사의 분노》으로부터 약 20년 후라는 설정이다. 신캐릭터들도 다수 등장하여, 주인공은 구키 세이시로. 보스 캐릭터는 플레이어 캐릭터에 따라 달라진다. 과거 작품들로부터 이어져 내려오는 캐릭터로는 늙은 하오마루와 핫토리 한조(실제로는 한조의 아들 신조). 나코루루와 리무루루는 플레이어 캐릭터가 아니라 스토리상의 중요한 서브 캐릭터이다.
등장 캐릭터는 23인으로, 어느 캐릭터로 클리어하면 대응하는 캐릭터(필살기술 등이 원래의 캐릭터와 같은 경우가 많다)를 사용 가능하게 된다.
현 시점에서 사무라이 스피리츠의 이야기는 실질적으로 이 작품으로 끝을 맺고 있다.

### 사무라이 쇼다운! 2 (1999)
전작 사무라이 쇼다운!와 동일하게 네오 지오 포켓으로 발매. 기본은 아수라 참마전이지만, 야규 한마가 삭제되었고 대신 샤를로트와 야규 주베에를 사용할 수 있다.
각종 조건으로 입수할 수 있는 아이템으로 캐릭터 강화가 가능하다. 괴제 유가는 비기 입력으로 사용할 수 있는데, 캐릭터 강화를 해야 숨겨진 오의를 사용할 수 있다.

### 사무라이 쇼다운 V (2003)
SNK 플레이모어 라이선스에 유키 엔터프라이즈 개발. 〈아마쿠사 강림〉 이래 7년만의 2D 격투 게임. 타이틀은 당초 〈사무라이 스피리츠 제로〉로 공표되었는데, 제로(ゼロ) 표기를 령(零)으로 고쳤다.
아마쿠사 강림편부터 탑재해 온 연참시스템을 없애고, 새롭게 검기라고 불리는 게이지를 탑재했다. 이로써 초대 사무라이 스피리츠와 같이 일발 역전 성격의 무거운 게임으로 복귀했다. 수라, 나찰 시스템도 폐지되어 대부분 캐릭터는 기술이 통합되었고, 하오마루나 나코루루 등은 나찰에 해당하는 캐릭터가 추가되었다(라세쓰마루, 레라).
한 캐릭터 엔딩이 다른 캐릭터의 엔딩과 연결되는 등 치밀한 스토리 구성을 보여주었다.
주인공은 도쿠가와 요시토라. 플레이어 선택 시 1P 초기 커서는 도쿠가와 요시토라에 맞춰져 있다(2P 커서는 하오마루). 보스 캐릭터는 쿄코쿠 히노와노카미 가오우. 요시토라, 가오우, 류윤페이 3명 디자인은 와쓰키 노부히로가 맡았다. 나이토 야스히로가 요괴 구사레게도의 디자인을 맡았다.
숨겨진 캐릭터로서 갈포드의 애견 퍼피와 퍼피의 새끼들을 사용할 수 있었다.
플레이 스테이션 2판에서는 게임 내 보스인 요로즈 산쿠로, 구로코우지 유메지를 사용할 수 있게 되었다(둘은 속편 제로 스페셜에서는 나오지 않는다).
신캐릭터들의 성우는 우쓰미 겐지를 필두로 한 켄 프로덕션 성우가 대다수를 차지했다.
캐릭터 일러스트는 닷쿤이 담당했다. 포스터 일러스트 및 가정용 네오 지오판 패키지 일러스트는 가네다 에이지가 맡음.

### 사무라이 쇼다운 V 스페셜 (2004)
SNK 플레이모어 라이선스, 유키 엔터프라이즈 개발. 전작 《사무라이 쇼다운 V》의 밸런스를 교정했으며, 새로운 캐릭터를 추가했다.
일부 캐릭터의 경우 반칙에 가까운 버그성 기술이 남아 있는 등 몇몇 문제점은 있으나, 일본에서는 역대 시리즈 중 밸런스가 가장 잘 조절되어 있다는 평가를 받았다.
배경 설정은 없고, 더 킹 오브 파이터스 98이나 2002와 같이 '자유로운 대전'이라는 성격이 강하다.
예전 보스 캐릭터였던 아마쿠사 시로 도키사다, 라쇼진 미즈키, 미나즈키 잔쿠로, 교코쿠 히노와노카미 가오우 4인이 선택 가능 캐릭터가 되었다. 게임 내에서 보스 캐릭터로도 등장한다.
아수라 참마전 이후 잔악한 끝내기 표현이 부활했다. 지금까지의 피 분출, 동체 절단, 동체 폭파 등의 연출에 추가하여 참수, 불타 죽는 것 등 마치 모탈 컴뱃과 비슷한 수정이 가해졌고 그 수위는 다소 심한 편. 가정용 네오 지오판에는 2004년 6월 1일 발생한 사세보 초등학생 살인사건의 여파로 잔인한 연출을 대폭 삭제했다(예로 몸통베기 등). 그러나 가정용 발매 전 이런 수정 사실을 소비자들에게 고지하지 않았기 때문에 소프트 구입자들로부터 항의가 쇄도하여 물의를 빚었다. 소비자들은 회사를 상대로 항의 서명도 했으나 SNK 플레이모어는 개인 정보 보호 차원에서 이를 받아들이지 않았다. 다만 일섬으로 끝낼 때 음성 버그가 일어났기 때문에 이와 관련된 교환 요구는 받아들였다(사과 기념품으로 나코루루 키홀더를 동봉했다). 그러나 가정용으로 잔악한 표현을 재탑재한 버전은 끝내 발매되지 않았다.
이상의 이유 때문에 네오 지오 이외 가정용 게임기로는 이식되지 않았다. 2008년 플레이 스테이션 2, Wii용 소프트로 발매한 〈사무라이 스피리츠 6번의 승부〉에도 수록되지 않았다. 다만 일본 이외 지역에서 발매되는 플레이 스테이션 2용 소프트 사무라이 쇼다운 모음집(Samurai Shodown Anthology)에는 수록된다.
캐릭터 일러스트는 이토 사토시가 담당.

### 사무라이 쇼다운 VI (2005)
SNK 플레이모어 라이선스, 유키 엔터프라이즈 개발. MVS 후기기종인 사미의 업소용 게임 기판 아토미스웨이브를 이용한 작품. 현 시점에서는 2D 시리즈 최종작이라고 할 수 있다.
3D 판을 제외한 과거 모든 사무라이 쇼다운 작품에 등장하는 캐릭터들이 나온다는 설정이며, 천하제일검객전 고유의 독자적 요소도 있다. 6종류의 '스피리츠'를 선택할 수 있다(플레이 스테이션 2판에는 에디트가 가능한 '축제 스피리츠'를 포함한 3종류가 추가되었다).
모든 캐릭터들이 등장하기 때문에 고를 수 있는 플레이어 숫자는 42명이나 된다. 플레이 스테이션 2판에는 퍼피, 참플 등의 동물 캐릭터, 나찰 갈포드(퍼피를 데리고 있지 않음), 김웅제(한국판의 가후인 가이라) 등의 번외적 캐릭터들이 추가되었다. 딱히 주인공으로 설정된 캐릭터는 없으나, 초기 1P 커서는 도쿠가와 요시토라에, 2P는 하오마루에 맞춰져 있다.
신캐릭터 이로하는 메이드 옷을 일본식으로 어레인지했고 큰 가슴을 유달리 강조했다거나, 일본 옛날 이야기 '학의 보은'을 모티브로 하여 남편을 위해 검도 대회에 나온다는 설정 때문에 주목을 받았다.
스토리는 특별히 없으며 기존 작품들과 관계 없는 패러랠 월드이다. 이러한 점이 두드러지는 것은 엔딩으로, 거의 모든 캐릭터가 자신이 원하던 것을 이뤄내며, 이전 작품들이 보여주었던 설정 등과는 크게 달라진 내용을 보여주었다.
전작 제로 스페셜처럼 자유 대전의 성격이 강하나 철저히 잔학 요소를 배제하고 있으며 일러스트 분위기도 밝게 바뀌었다. 그 때문에 플레이 스테이션 2판의 심의 등급은 12세 이상으로 맞춰져 있다.
성우진은 염사 카즈키, 수사 소게츠, 구로코우치 유메지를 제외하고 모두 바뀌었으며 여기에 대해 일본에서는 부정적인 의견이 적지 않았다. 플레이 스테이션 2, Wii로 발매된 '6번의 승부' 편에서는 옵션 중 일부 캐릭터의 성우를 종전 출연진으로 바꿀 수 있는 메뉴가 있다.
캐릭터 일러스트는 닷쿤이 담당.

### 사무라이 쇼다운: 센 (2008)
SNK 플레이모어 라이선스, 케이투 개발.
타이토의 새로운 기판 TAITO Type X2로 발매되었으며, '창홍의 칼날' 이래 처음으로 3D 형태로 나왔다.
이 작품 역시 기존 작품들과 관계 없는 패러랠 월드이며, 기존 캐릭터 성우들은 제로 스페셜 이전 캐스팅.
대한민국에서는 2009년에 사무라이 쇼다운 센이란 이름으로 엑스박스 360전용으로 발매되었다.

## 등장인물
《사무라이 쇼다운》 시리즈는 외전을 포함해 80명 이상의 플레이어 캐릭터가 존재한다. 대표인물로 하오마루와 나코루루가 있다.

## 주요 용어
격렬한 승부
대전 캐릭터가 서로 무기를 동시에 휘둘러 부딪칠 경우 등의 조건을 만족하면 발동된다. 두 사람이 무기를 맞대고 힘겨루기를 하는 양상이 펼쳐지는데, 이 경우 버튼을 연타하게 되는데 진 쪽은 무기를 떨어뜨린다. 무기는 가까운 곳으로 날아가거나 또는 먼 곳으로 날아갈 때가 있는데, 멀리 날아갈 경우 다시 줍기 위해 가면서 상대에게 공격을 당할 수 있다. 보통 무기를 놓쳤을 때는 통상기를 막아도 체력이 소모되며 주요 필살기를 사용할 수 없어 대체로 불리하다(다만 무기를 놓쳤을 때만 쓸 수 있는 필살기가 있거나, 또는 필살기 중 무기가 없을 때가 있을 때보다 더 강한 경우도 있다).
분노 게이지
상대가 공격하여 피해를 입을 때마다 늘어나 MAX(최대치)가 되면 캐릭터의 피부가 붉어져(화가 난 상태가 되어) 일정시간 공격력이 올라간다. 일부 작품에서는 필살기가 강화되기도 한다. 스스로 모을 수 있는 경우도 있으며 이 경우 상대에게 맞아서 올라간 것과는 지속 시간이 차이가 난다. 진 사무라이 스피리츠 이후 작품에서는 무기 파괴 기술이나 무기 떨어뜨리기를 분노 게이지 MAX시 사용할 수 있다. 잔쿠로 무쌍검과 천하제일검객전의 베기 스피리츠 상태에서는 스스로 게이지를 모을 수 있으며 또한 체력이 일정 수준 이하로 떨어지면 상시 MAX 상태가 된다.
천하제일검객전에서는 스피리츠 게이지라는 명칭이 있으며 검 스피리츠 및 마 스피리츠에서는 MAX 상태에서도 분노 상태가 되지 않는다. 다만 무기 떨어뜨리기나 파괴 기술은 사용할 수 있다.
쿠로코
시합 중 심판으로 등장하는, 검은 옷으로 전신을 가린 의문의 남자. 일부 작품에서는 CPU 전용 캐릭터나 플레이어 캐릭터로 등장하기도 한다. 가후인 니코친과는 젊은 시절 함께 요괴 퇴치를 하던 사이. RPG판에서는 게임 세이브를 맡는 역할로 세계 각지에 등장하며, 이들은 모두 형제인 것 같다. 덧붙여 RPG판에는 돈을 지불하고 체력을 채워 주는 빨강 쿠로코도 있다.
주특기는 죽은 사람 살리기로, 대전 후 죽은 캐릭터들의 부활을 맡는다는 설정.
비각
일부 작품에서, 스테이지 뒤를 달려가면서 음식이나 점수 아이템 또는 폭탄 등을 던진다. 아마쿠사 시로에게 여동생을 인질로 잡힌 뒤 물품 조달을 하게 되었으나, 야규 쥬베이에게 도움을 받은 뒤로는 취미로 조달을 하고 있다.
무기 파괴 기술
진 사무라이 스피리츠에 처음 도입되었다. 다른 격투 게임의 초필살기와 비슷하다. 천하제일검객전 내 진/마 스피리츠 모드에서도 사용 가능하다. 분노 게이지가 MAX가 되어 있는 동안 쓸 수 있으며 히트시 상대 무기를 파괴, 일정시간 맨손 상태로 싸우도록 만든다(다만 일정 시간이 지나면 구로코가 새로운 무기를 던져 준다). 상대가 맞지 않으면 게이지가 떨어지거나 상대에게 명중할 때까지 몇번이고 계속 쓸 수 있다(단 천하제일검객전 마 스피리츠 모드로는 예외).
무기 떨어뜨리기 기술
잔쿠로 무쌍검 이후 게이지 MAX시 발동되는 초필살기이다(천하제일검객전 노/진/마 스피리츠를 제외). 맞출 경우 상대는 맨손이 되나, 무기는 파괴되지 않고 땅에 떨어진다.
입력 커맨드는 무기 파괴 기술을 포함하여 잔쿠로 무쌍검까지는 캐릭터마다 달랐으나, 아마쿠사 강림부터는 모든 캐릭터의 커맨드가 같다.
비오의
진 사무라이 스피리츠에서는 하오마루, 나코루루, 핫토리 한조, 갈포드만 갖고 있는 숨겨진 필살기. 분노 게이지가 차 있어야 한다는 등의 조건은 없었지만, 발동시키기 위해서는 복잡한 커맨드를 입력해야 했다. 덧붙여 하오마루의 천패봉신참 커맨드는 애니메이션 사무라이 스피리츠 ~파천강마의 장~에서 공개되었다.
봉제인형
진 사무라이 스피리츠에 있는 특수 동작. 커맨드를 입력하면 해당 캐릭터의 2등신 봉제인형으로 변신한다. 천하제일검객전에도 진 스피리츠로 사용 가능.
수라, 나찰(검질 선택)
잔쿠로 무쌍검에서 처음 도입. 사용 가능한 기술이 수라와 나찰이 서로 다르며, 일부 캐릭터의 경우 또는 작품에 따라 캐릭터의 얼굴 및 설정 자체가 다른(독립된 존재) 경우도 있다. 예를 들면 나코루루 수라는 매 마마하하를 데리고 다니지만, 나찰의 경우 늑대 시크루를 데리고 다닌다. 갈포드의 경우 나찰은 퍼피를 데리고 다니지 않는다.
검객, 검호, 검성(레벨 선택)
잔쿠로 무쌍검에서 처음 등장. 검질 선택 후 다시 선택한다. 검객은 자동 방어를 5회 해 주는 초급자용, 검호는 중급자용, 검성은 분노 게이지가 항시 차 있는 상태로 방어가 불가능한 상급자용. 그러나 잔쿠로 무쌍검에서 검성 모드가 너무 강력해서였는지 차기작 아마쿠사 강림에서는 분노 게이지 MAX 상태가 아닌 것으로 조정되었다.
기습
잔쿠로 무쌍검부터 등장한 중단기술. 살짝 뛰면서 적을 공격한다. 천하제일검객전에서 폐지되었고, 몇몇 캐릭터에 특수기술로서 남겨졌다.
분노 폭발
분노 게이지와 바꾸어 일정시간 공격력을 큰폭으로 상승시킨다. 분노 폭발의 효과가 지속되는 동안은 폭발 상태의 남은 시간을 표시하는 타이머가 나타난다. 무기 떨어뜨리기 기술이나 일섬을 사용할 수 있다. 제한 시간을 넘으면 분노 게이지가 사라진다. 아마쿠사 강림에서 처음 등장.
일섬
적을 향해 고속으로 돌진, 몸을 통과하면서 베는 기술. 막대한 피해를 줄 수 있다. 사용 조건은 분노 폭발 등 작품에 따라 다양하다.
연참(연속베기)
일정한 순서로 버튼을 입력하여 발동하는 연속기술. 처음 발동시키는 타격을 한 뒤 버튼 입력에 따라 여러 가지의 다른 형태의 베기가 시전된다. 가장 긴 베기 콤보를 성공시키면 분노 게이지가 100퍼센트 충전되는 효과도 있다. 아마쿠사 강림에서 처음 탑재된 시스템. 천하제일검객전에서는 하늘 스피리츠로 사용 가능하다.
3D판에서의 이름은 S.C.S.(Samurai Combination System)이다.